# Aryle
Dans un composé organique, un groupe aryle est un groupe fonctionnel qui dérive d'un hydrocarbure aromatique ou arène par remplacement d'un hydrogène sur le cycle aromatique . Chaque type de substituant porte un nom spécifique défini par la nomenclature IUPAC, comme phényle pour le groupe fonctionnel dérivé du benzène. Le terme aryle est un terme générique utilisé pour désigner de manière générale un substituant aromatique.
Plusieurs groupes appartiennent à la famille des aryles :
- le groupe phényle, C6H5–, dérivé du benzène. Accepté par la nomenclature IUPAC.
- le groupe tolyle, –C6H4CH3, dérivé du toluène. Accepté par la nomenclature IUPAC.
- le groupe xylyle, –C6H3(CH3)2, dérivé du xylène. Non accepté par la nomenclature IUPAC.
- le groupe mésityle, -C6H2(CH3)3, dérivé du mésitylène. Accepté par la nomenclature IUPAC.
- le groupe naphtyle, C10H7–, dérivé du naphtalène.

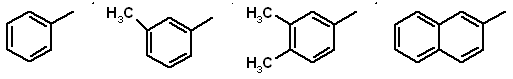
Divers groupes aryle : phényle, o-tolyle, o-xylyle, naphtyle (de gauche à droite)